# Halictus kibwezicus
Halictus kibwezicus är en biart som beskrevs av Cockerell 1945. Halictus kibwezicus ingår i släktet bandbin, och familjen vägbin. Inga underarter finns listade i Catalogue of Life.